# Platyparea dorsata
Platyparea dorsata är en tvåvingeart som först beskrevs av Zia 1938.  Platyparea dorsata ingår i släktet Platyparea och familjen borrflugor. Inga underarter finns listade i Catalogue of Life.